# قیام ماداگاسکار
قیام ماداگاسکار (فرانسوی: Insurrection malgache‎) شورش ناسیونالیست‌های این کشور علیه حکومت استعماری فرانسه در ماداگاسکار بود که از مارس ۱۹۴۷ تا دسامبر ۱۹۴۸ ادامه داشت. ژوزف رواهانگی و ژاک رابمانیارا از حزب جنبش دمکراتیک نوسازی ماداگاسکار (MDRM)، تلاش کردند تا از طریق قانونی استقلال ماداگاسکار را بدست بیاورند.
شکست این طرح و واکنش شدید علیه آن از سوی دولت سوسیالیست باعث رادیکالیزه شدن مردم و تعدادی از رهبران گروه‌های شبه نظامی مخفی در این کشور شد. در شب ۲۹ مارس سال ۱۹۴۷، حملات غافلگیرانه‌ای توسط ملی گرایان نیزه بدست علیه پایگاه‌های نظامی و مزارع فرانسوی‌ها در بخش شرقی این جزیره انجام شد. این خواسته ملی به سرعت به جنوب رسید و در ماه‌های بعد به بخش‌های مرکزی و پایتخت گسترش یافت بطوریکه تعداد رزمندگانی که به این حرکت پیوستند به بیش از یک میلیون نفر رسید.

## شروع سرکوبی

جنگنده ملی‌گرا از روستای جنوب شرقی

در ماه مه دولت فرانسه شروع به سرکوب ملی گرایان کرد. حکومت فرانسه ۱۸۰۰۰ سرباز را به ماداگاسکار فرستاد. آنها نیروهایی بودند که از سایر مستعمره‌های فرانسه در آفریقا به ماداگاسکار اعزام می‌شدند. استعمارگران برای در هم شکستن این قیام وحشت آفرینی می‌کردند و در جنگ‌های فیزیکی و روانی تاکتیک‌های متنوعی را بکار می‌بردند. نیروهای نظامی فرانسه با اعدام‌های دسته جمعی، شکنجه، تجاوز، آتش زدن روستاها، مجازات‌های جمعی و جنایات دیگر مانند پرتاب زندانیان از هواپیما با این شورش مقابله می‌کردند. گفته می‌شود تعداد نفراتی که توسط فرانسه کشته شدند حداقل ۱۱٬۰۰۰ و حداکثر ۱۰۰٬۰۰۰ نفر بوده‌است. ملی گرایان نیز تقریباً ۵۵۰ از اتباع فرانسوی و همچنین ۱۹۰۰ تن از هواداران یک حزب سیاسی ماداگاسکار طرفدار فرانسه را به قتل رساندند.
تا اوت سال ۱۹۴۸ اکثر رهبران ناسیونالیست‌ها کشته یا دستگیر شدند و قیام در دسامبر ۱۹۴۸ متوقف شد. سرکوب خشونت‌آمیز شورشیان ناسیونالیست، در جامعه ماداگاسکار ایجاد ترس کرد. یک نسل از پیشقراولان این کشور از بین رفت و هنگامی که در سال ۱۹۶۰ ماداگاسکار به استقلال دست یافت، چالش‌هایی را برای این کشور ایجاد کرد. سه تن از رهبران طراز اول ماداگاسکار دستگیر، شکنجه و در زندان نگهداری شدند تا زمانی که در سال ۱۹۵۸ به آنها عفو داده شد. مونیا جونا یکی دیگر از رهبران ملی گرایان که از این درگیری جان سالم به در برده بود، نیز به مدت نه سال زندانی شد و بعدها حزب ماداگاسکار برای ماداگاسکاری(MONIMA) را تأسیس کرد که تأثیر قابل توجهی در سیاست این کشور گذاشت.

## موضع فرانسه
فرانسه بیشتر اسناد مربوط به قیام ماداگاسکار را طبقه‌بندی کرد و دولت فرانسه در این مورد سکوت پیشه کرد تا زمانی که ژاک شیراک، رئیس‌جمهور فرانسه، طی دیداری رسمی از ماداگاسکار در سال ۲۰۰۵، آن سرکوب را «غیرقابل قبول» توصیف کرد. تعدادی از رهبران ماداگاسکار فیلم‌ها یی از دوران قیام کشورشان را تهیه کردند. در سال ۱۹۶۷، دولت ماداگاسکار روز ۲۹ مارس را تعطیل اعلام کرد و در سال ۲۰۱۲ موزه‌ای در این کشور ویژه قیام در شهر مورامانگا افتتاح شد.